# 미륵산 (강원)
미륵산(彌勒山)은 대한민국 강원특별자치도 원주시에 있는 높이 689m의 산이다.

## 같이 보기
- 한국의 산